# Trophée des champions 2012
Navigation
Tanger 2011 Libreville 2013
Le Trophée des champions 2012 est la 36e édition du Trophée des champions et se déroule aux États-Unis le 28 juillet 2012, dans la Red Bull Arena située à Harrison, près de New York. Il s'agit de la quatrième édition consécutive disputée hors de France et la première dans un pays non francophone. Le match oppose le Montpellier Hérault Sport Club, champion de France 2011-2012, à l'Olympique lyonnais, vainqueur de la Coupe de France 2011-2012.
Les règles du match sont les suivantes : la durée de la rencontre est de 90 minutes puis en cas de match nul, une séance de tirs au but est réalisée pour départager les équipes. Trois remplacements sont autorisés pour chaque équipe.

## Feuille de match
| 28 juillet 2012 | Montpellier HSC                             | 2-2             | Olympique lyonnais                         | Red Bull Arena, Harrison, New Jersey            |                                                 |
| 21:00 UTC+2     | Utaka 27e · Herrera 56e (pen.)              | (1-1)           | 44e Gomis · 77e Briand                     | Spectateurs : 19 572 Arbitrage : Jorge Gonzalez | Spectateurs : 19 572 Arbitrage : Jorge Gonzalez |
| 21:00 UTC+2     | Report                                      |                 |                                            | Spectateurs : 19 572 Arbitrage : Jorge Gonzalez | Spectateurs : 19 572 Arbitrage : Jorge Gonzalez |
| 21:00 UTC+2     | Charbonnier · Camara · Bedimo · Yanga-Mbiwa | Tirs au but 2–4 | Fofana · Cissokho · Koné · Benzia · Briand | Spectateurs : 19 572 Arbitrage : Jorge Gonzalez | Spectateurs : 19 572 Arbitrage : Jorge Gonzalez |

| Montpellier | Lyon |

| Montpellier:   |    |                    |     |     |
|                |    |                    |     |     |
| Gardien de but | 16 | Geoffrey Jourdren  |     |     |
|                | 12 | Daniel Congré      |     |     |
|                | 3  | Mapou Yanga-Mbiwa  | 60e |     |
|                | 4  | Vitorino Hilton    |     |     |
|                | 5  | Henri Bedimo       | 79e |     |
|                | 13 | Marco Estrada      | 78e |     |
|                | 23 | Jamel Saihi        |     |     |
|                | 20 | Rémy Cabella       |     | 64e |
|                | 7  | John Utaka         |     |     |
|                | 8  | Anthony Mounier    |     | 80e |
|                | 11 | Emanuel Herrera    |     | 75e |
| Remplaçants :  |    |                    |     |     |
| Gardien de but | 1  | Laurent Pionnier   |     |     |
|                | 27 | Cyril Jeunechamp   |     |     |
|                | 6  | Joris Marveaux     |     |     |
|                | 18 | Karim Aït-Fana     |     |     |
|                | 22 | Benjamin Stambouli |     | 80e |
|                | 9  | Gaëtan Charbonnier |     | 75e |
|                | 19 | Souleymane Camara  |     | 64e |
| Entraîneur :   |    |                    |     |     |
| René Girard    |    |                    |     |     |

| Gardien de but | 1  | Hugo Lloris         |     |     |
|                | 14 | Mouhamadou Dabo     |     | 81e |
|                | 3  | Cris                |     |     |
|                | 4  | Bakary Koné         |     |     |
|                | 20 | Aly Cissokho        |     |     |
|                | 21 | Maxime Gonalons     |     |     |
|                | 15 | Gueïda Fofana       |     |     |
|                | 8  | Yoann Gourcuff      |     |     |
|                | 10 | Alexandre Lacazette | 29e |     |
|                | 19 | Jimmy Briand        |     |     |
|                | 18 | Bafétimbi Gomis     |     | 65e |
| Remplaçants :  |    |                     |     |     |
| Gardien de but | 30 | Rémy Vercoutre      |     |     |
|                | 13 | Anthony Réveillère  |     | 81e |
|                | 23 | Samuel Umtiti       |     |     |
|                | 7  | Clément Grenier     |     |     |
|                | 12 | Jordan Ferri        |     |     |
|                | 24 | Jérémy Pied         |     |     |
|                | 25 | Yassine Benzia      |     | 65e |
| Entraîneur :   |    |                     |     |     |
| Rémi Garde     |    |                     |     |     |